# شهرستان زرند
شهرستان زرند یکی از شهرستان‌های استان کرمان است. مرکز این شهرستان شهر زرند است.
شهرستان زرند در ۱۳۵۴ از شهرستان کرمان جدا شد و مستقل گردید.

## جغرافیا
این شهرستان در شمال شرقی استان قرار گرفته و با شهرستان کوهبنان، شهرستان بافق، شهرستان رفسنجان، شهرستان کرمان و شهرستان راور هم‌مرز است. 

## جمعیت
جمعیت شهرستان زرند بنا بر سرشماری سال ۱۳۹۵ مرکز آمار ایران برابر با ۱۳۸،۱۳۳ نفر بوده است.

## تقسیمات کشوری
شهرستان زرند دارای ۲ بخش، ۱۱ دهستان و ۵ شهر به شرح زیر است :

### شهرستان زرند
| بخش       | مرکز بخش | جمعیت بخش ۱۳۹۵ | نام دهستان | مرکز دهستان | جمعیت دهستان ۱۳۹۵ | شهر                 | جمعیت شهر ۱۳۹۵                 |
| --------- | -------- | -------------- | ---------- | ----------- | ----------------- | ------------------- | ------------------------------ |
| مرکزی     | زرند     | ۱۲۱،۲۰۶ نفر    | محمدآباد   | محمدآباد    | ۲۱،۴۴۰ نفر        | زرند ریحان‌شهر خانوک | ۶۰،۳۷۰ نفر ۴،۵۸۰ نفر ۲،۶۲۸ نفر |
| مرکزی     | زرند     | ۱۲۱،۲۰۶ نفر    | وحدت       | بهاءآباد    | ۱۹،۷۲۰ نفر        | زرند ریحان‌شهر خانوک | ۶۰،۳۷۰ نفر ۴،۵۸۰ نفر ۲،۶۲۸ نفر |
| مرکزی     | زرند     | ۱۲۱،۲۰۶ نفر    | دشت خاک    | دشت‌ خاک     | ۴،۱۹۹ نفر         | زرند ریحان‌شهر خانوک | ۶۰،۳۷۰ نفر ۴،۵۸۰ نفر ۲،۶۲۸ نفر |
| مرکزی     | زرند     | ۱۲۱،۲۰۶ نفر    | سربنان     | احمدی       | ۲،۷۰۴ نفر         | زرند ریحان‌شهر خانوک | ۶۰،۳۷۰ نفر ۴،۵۸۰ نفر ۲،۶۲۸ نفر |
| مرکزی     | زرند     | ۱۲۱،۲۰۶ نفر    | جرجافک     | جرجافک      | ۲،۳۹۳ نفر         | زرند ریحان‌شهر خانوک | ۶۰،۳۷۰ نفر ۴،۵۸۰ نفر ۲،۶۲۸ نفر |
| مرکزی     | زرند     | ۱۲۱،۲۰۶ نفر    | اسلام‌آباد  | ریحان‌شهر    | ۱،۱۳۶ نفر         | زرند ریحان‌شهر خانوک | ۶۰،۳۷۰ نفر ۴،۵۸۰ نفر ۲،۶۲۸ نفر |
| مرکزی     | زرند     | ۱۲۱،۲۰۶ نفر    | خانوک      | خانوک       | ۱،۱۳۶ نفر         | زرند ریحان‌شهر خانوک | ۶۰،۳۷۰ نفر ۴،۵۸۰ نفر ۲،۶۲۸ نفر |
| مرکزی     | زرند     | ۱۲۱،۲۰۶ نفر    | حتکن       | حتکن        | ۸۹۸ نفر           | زرند ریحان‌شهر خانوک | ۶۰،۳۷۰ نفر ۴،۵۸۰ نفر ۲،۶۲۸ نفر |
| یزدان‌آباد | یزدان‌شهر | ۱۶،۹۲۷ نفر     | یزدان‌آباد  | یزدان‌شهر    | ۴،۰۹۶ نفر         | یزدان‌شهر سیریز      | ۵،۶۰۷ نفر ۳،۶۷۱ نفر            |
| یزدان‌آباد | یزدان‌شهر | ۱۶،۹۲۷ نفر     | شعبجره     | شعبجره      | ۲،۳۸۳ نفر         | یزدان‌شهر سیریز      | ۵،۶۰۷ نفر ۳،۶۷۱ نفر            |
| یزدان‌آباد | یزدان‌شهر | ۱۶،۹۲۷ نفر     | سیریز      | سنگ         | ۱،۱۷۰ نفر         | یزدان‌شهر سیریز      | ۵،۶۰۷ نفر ۳،۶۷۱ نفر            |

## دربارهٔ شهرستان
اهالی شهرستان زرند به زبان فارسی لهجه زرندی (لهجه کرمانی) سخن می‌گویند
شهرستان زرند در شمال غربی استان کرمان واقع شده و ۱۶۵۰ متر از سطح دریا ارتفاع دارد. این شهرستان از نظر آب و هوا با منطقه صحرایی در شمال و منطقه‌ای در نواحی کوهستانی با آب و هوای معتدل مشخص است
عمده فعالیت اقتصادی مردم شهرستان زرند بر دوپایه کشاورزی و صنعت قرار دارد و محصولات مهم آن پنبه ، پسته ، زعفران ، قالی بافی ، غلات  و پته دوزی است.
صنایع زرند را می‌توان به صنایع دستی و صنایع معدنی تقسیم کرد. مراکز استخراج زغال‌سنگ زرند عبارت‌اند از باب نیزو، دره گر، خمرود که زغال سنگ استخراج شده پس از شست و شو در کارخانه زغال شویی از طریق راه‌آهن به کارخانه ذوب آهن اصفهان فرستاده می‌شود.
همچنین، نیروگاه زرند از منابع تولید انرژی این منطقه است.
طی دهه‌های اخیر به جنبه‌های صنعتی این شهرستان اهمیت ویژه‌ای دادند به‌طوری‌که بالغ به۸ کارخانه در زمینه‌ها مختلف احداث شد که می‌توان به کارخانه‌های فولاد سازی، واگن سازی، کک سازی، کنسانتره سنگ آهن، گندله سازی، کارخانه زغال شویی و غیره اشاره کرد.
این شهرستان در زمینه تولید و برداشت پسته پیشرفت‌های قابل توجهی کرده‌است.